# Талосский язык
Талосский язык  (самоназвание — El Glheþ Talossan) — искусственный язык, созданный в 1980 году 14-летним основателем виртуального микрогосударства Талосса Робертом Бен-Мэдисоном. Талосский язык построен на основе языков романской группы.

## История языка
Развитие талосского языка находится под контролем языковой комиссии Королевства Талоссы «Comità per l'Útzil del Glheþ». Эта организация издает периодическое издание «Arestadas», в котором фиксируются изменения в талосском языке. В Республике Талосса основана «Школа талосского языка» в структуре Республиканской Талосской Академии искусств, которая изучает и поддерживает развитие талосского языка.
Наиболее значительным событием в развитии талосского языка стала реформа от 12 декабря 2007 года, когда была значительно упрощена орфография. Реформа была принята в Королевстве Талосса, в Республике Талосса до её воссоединения с Королевством в 2012 придерживались старой орфографии (отражённой, в частности, в официальном написании названия новой провинции Fiôvâ, образованной бывшими гражданами Республики). Таким образом, в развитии орфографии талосского языка существуют два периода, которые называются Pre-Arestada (До-Арестада) и Post-Arestada (После-Арестада). 
Самым полным описанием талосского языка является книга «Ün Guizua Compläts àl Gramatica es àl Cünsuetüd del Glheþ Talossan», изданная в 2008 году.

## Примеры текста
Период «Pre-Arestada»:

«Ô traversâ salvátx, tú ånd d’Otogñheu s’eßençù,
Tú da qissen presençù ûnvidat els listopätsilor
Sînt driveschti, com’els spiritzen d’iens encantéir escapînd,
Vermél, és negreu, és brançéu, és roxh gripesc,
Pestidonça-cünsütats plenitüds! Ô tú,
Qi apoartás à lor auscür þivereu lict».

Период «Post-Arestada»:

«Oh traversa salvatx, tu and d’Otogneu s’eßençù,
Tu da qissen presençù unvidat els listopätsilor
Sint driveschti com’els spiritzen d’iens encanteir escapind,
Vermel, es negreu, es brançéu, es roxh gripesc,
Pestidonça-cünsütats plenitüds! Oh tu,
Qi apoartás à lor auscür þivereu lict».

## Источник
- La Mha, M.; Siervicül, C. Ün Guizua Compläts àl Gramatica es àl Cünsuetüd del Glheþ Talossan, Prüma Ediziun Angleasca, 2008, ISBN 978-1441436917